# Younousse Sankharé
Pour les articles homonymes, voir Sankharé.
Younousse Sankharé, né le 10 septembre 1989 à Sarcelles (Val-d'Oise), est un footballeur international sénégalais, qui évolue au poste de milieu relayeur.

## Biographie

### Carrière en club

#### Formation et débuts professionnels au PSG
Issu du centre de formation du Paris Saint-Germain, il fait ses débuts avec l'équipe professionnelle parisienne lors de l'Emirates Cup en juillet 2007, au cours d'un match contre le Valence CF. Lors de cette victoire (3-0), il se fait alors remarquer en réalisant un flip flap, dribblant Javier Arizmendi et Marco Caneira, les défenseurs adverses.
Sa première apparition en Ligue 1 a lieu le 6 octobre 2007 lors de la 10e journée lorsque Paul Le Guen le lance contre le Stade rennais, à tout juste 18 ans. Lors de la journée suivante, il fête sa première titularisation en Ligue 1 sur le terrain de Valenciennes. Il enchaîne une semaine plus tard en jouant de nouveau l'intégralité du match contre l'Olympique lyonnais.
Le 18 mars 2008, il délivre sa première passe décisive en équipe première (pour Loris Arnaud) lors du huitième de finale de la Coupe de France contre Bastia.
Le 26 avril 2008, il délivre sa première passe décisive en Ligue 1 (pour Amara Diané) contre l'AJ Auxerre au Parc des Princes, après être entré à la place de Pauleta.

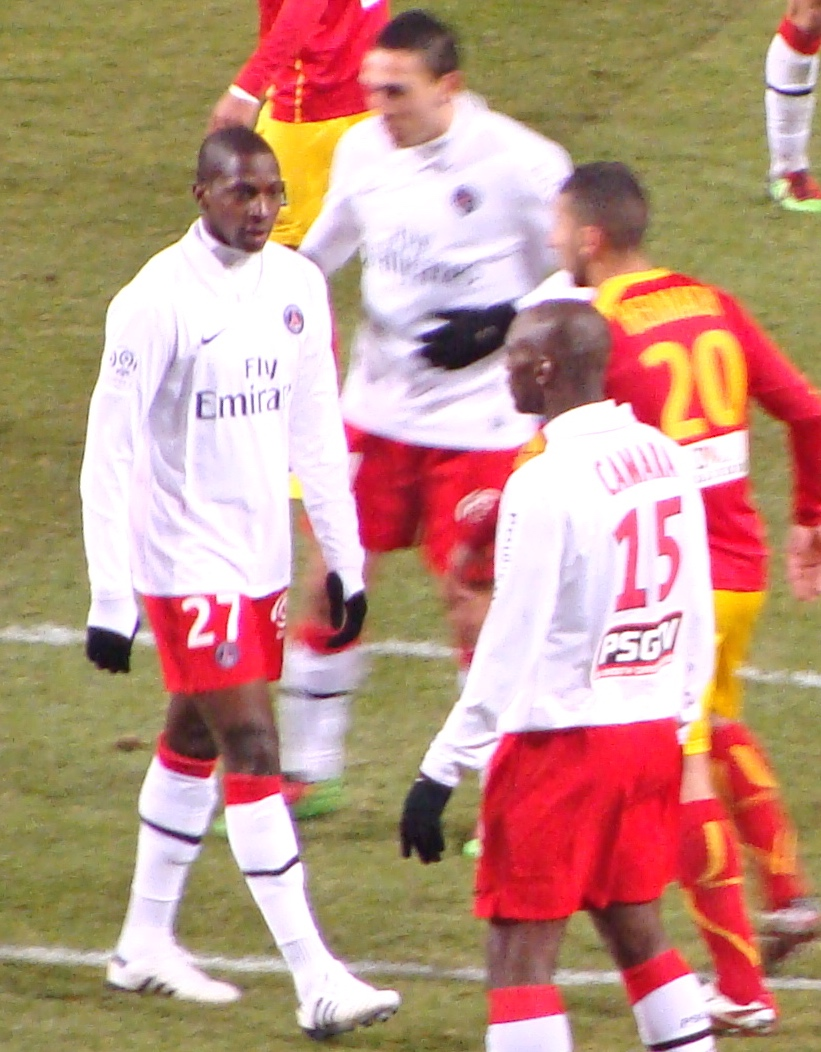
Sankharé (N°27) face au RC Lens, en mars 2010.

En 2008-2009, il joue quelques rencontres de championnat et fait ses débuts européens en Coupe de l'UEFA contre Kayserispor. Il sera également titulaire à Gelsenkirchen contre Schalke 04, puis contre le Racing Santander. 
Durant le mercato hivernal, en manque de temps de jeu, il quitte la capitale et rejoint le Stade de Reims sous forme de prêt. En Ligue 2, coaché par Luis Fernandez, le joueur déclare qu'il compte apprendre beaucoup aux côtés de l'ancien entraîneur parisien. Il joue la plupart des matchs mais ne peut éviter la relégation du club champenois.
Sous les ordres d'Antoine Kombouaré en 2009-2010, il joue 26 matchs avec le maillot du PSG. Le 4 avril 2010, il marque son premier but en championnat face à Auxerre alors que son équipe est menée (score final 1-1). Dans la nuit du 24 au 25 janvier 2010, il est interpellé à Saint-Germain-en-Laye. Il sera placé en garde à vue pour rébellion après avoir refusé de présenter ses papiers. Cette « affaire » entache la situation du joueur, qui peine à ce moment-là à s'imposer dans son club.

#### Dijon FCO
En août 2010, il est prêté en Ligue 2 au Dijon FCO, équipe dans laquelle il va s'imposer comme titulaire à son poste de prédilection : milieu de terrain relayeur. Sous les ordres de Patrice Carteron, il dispute 27 matchs de championnat dont 26 en tant que titulaire et marque 6 buts, contribuant ainsi à la montée du club en championnat de France de Ligue 1. Il est par ailleurs classé 23e meilleur joueur de Ligue 2 aux étoiles France Football. En juillet 2011, il s'engage pour 3 ans en Bourgogne.
Younousse Sankharé est promu vice-capitaine de l'équipe pour la saison 2011-2012 et porte le brassard en l'absence de Meïté. Titulaire indiscutable, il réalise une saison pleine au cours de laquelle il inscrit 5 buts, mais reçoit beaucoup de cartons jaunes (14 en championnat). Lors de la dernière journée, il ne parvient à aider son club à se maintenir, et après une lourde défaite contre le Stade rennais durant laquelle il est expulsé, Dijon est relégué en Ligue 2.
Désireux de continuer à évoluer en Ligue 1, le joueur se retrouve en conflit avec son club, mais ne parvient pas à trouver une porte de sortie. À l'issue de la période des transferts, Olivier Dall'Oglio lui redonne du temps de jeu jusque début-novembre, mais un décollement de l'aponévrose l'éloigne alors des terrains.
Le 4 janvier 2013, Sankharé est prêté six mois au Valenciennes FC avec option d'achat. Le joueur est bien décidé à s'imposer dans le Nord, où Daniel Sanchez le titularise régulièrement. Il améliore son comportement sur le terrain, ne recevant qu'un seul carton en treize matchs, mais il est gêné par quelques blessures. À l'issue de la saison bouclée à la onzième place, le club décide de ne pas lever l'option d'achat.

#### EA Guingamp

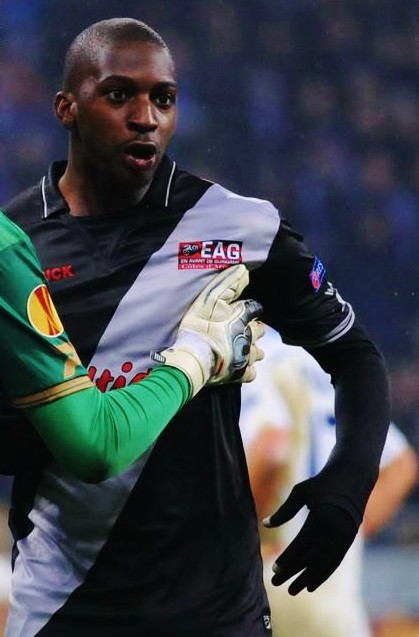
Contre le Dynamo Kiev en Ligue Europa.

Le 18 juillet 2013, Sankharé s'engage pour trois saisons avec le promu de l'En Avant de Guingamp, palliant le départ de Giannelli Imbula à l'Olympique de Marseille. Titulaire à part entière dans l'équipe de Jocelyn Gourvennec, il trouve sa place dans l'entre-jeu du club breton au côté de Lionel Mathis.
Le 25 septembre, il marque son premier but pour Guingamp, au Roudourou, contre Sochaux (victoire 5-1).
À l'issue de sa première saison dans son nouveau club, le maintien est acquis en fin de championnat, mais surtout l'équipe remporte la Coupe de France aux dépens du Stade rennais. Grâce à cette victoire, le club dispute la Ligue Europa lors de la saison 2014-2015. À cette occasion, Sankharé participe à une belle épopée européenne qui s'achèvera en 1/16 de finale contre le Dynamo Kiev. En Ligue 1 le club atteint une belle dixième place.
La saison 2015-2016 confirme son rôle primordial dans l'effectif guingampais avec lequel il réalise alors ses meilleures statistiques (6 buts, 2 passes décisives). Ses performances suscitent l'intérêt d'autres clubs, alors que Guingamp installe Antoine Kombouaré sur son banc. Quittant le club alors qu'il lui restait un an de contrat dans les Côtes-d'Armor, Sankharé ne retrouvera pas celui qui l'avait entrainé à Paris.

#### LOSC Lille

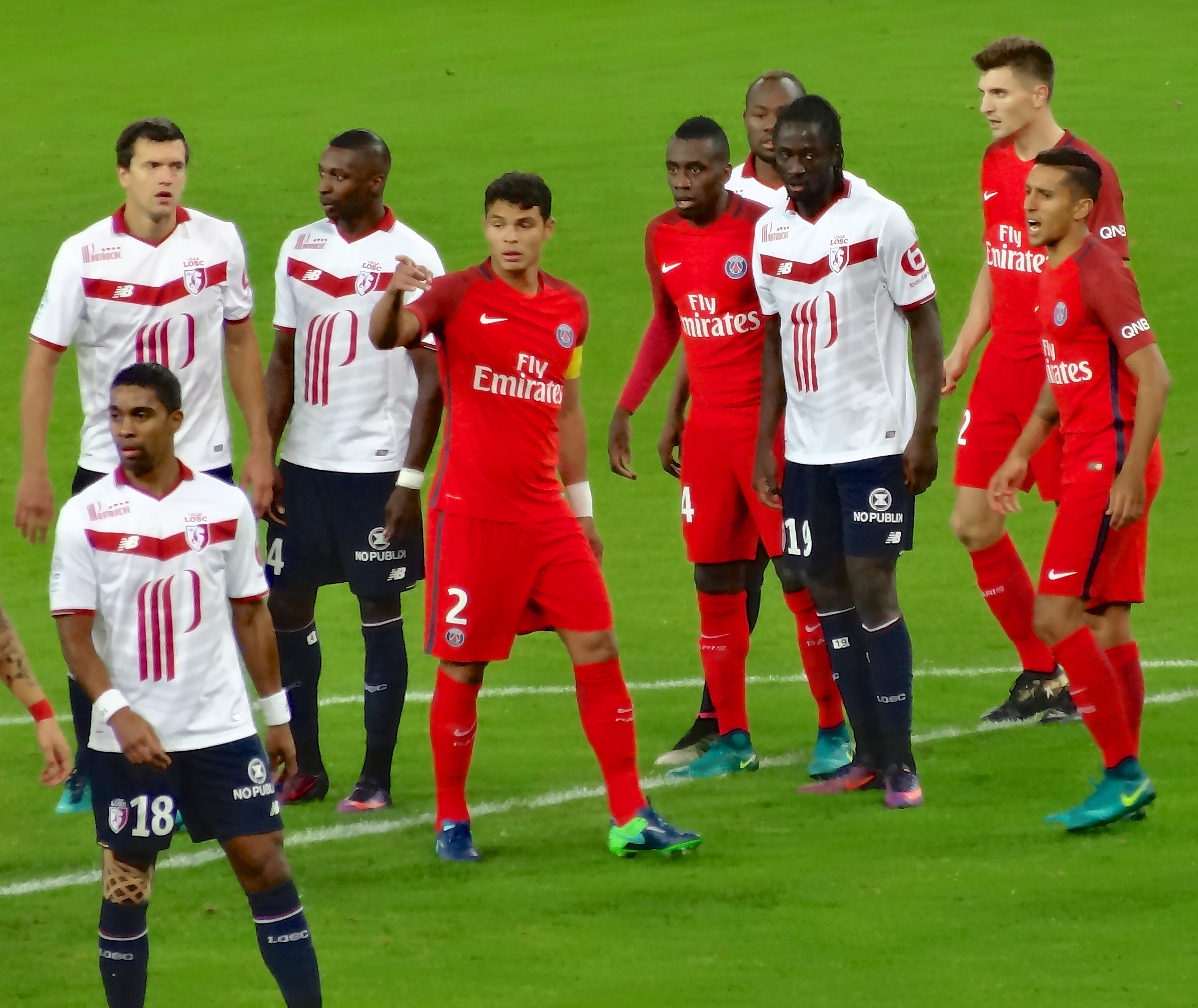
Sankharé (N°4 en blanc), contre le PSG.

Le 26 juillet 2016, le joueur rejoint le LOSC pour quatre saisons. Il fait ses débuts lors d'une confrontation européenne contre Qabala en Ligue Europa (défaite 1-0 à la Bakcell Arena et élimination). 
Le 20 août 2016, au stade Pierre-Mauroy, il inscrit son premier but sous ses nouvelles couleurs et offre la victoire contre Dijon (1-0). Le 18 novembre, il est expulsé contre Lyon (défaite 0-1).
Le match retour au Parc OL le 28 janvier 2017 sera la dernière apparition de Sankharé sous le maillot lillois. À cette occasion, il délivre une passe décisive à Yassine Benzia pour l'ouverture du score (victoire finale 1-2).
La saison 2016-2017 du LOSC est difficile et l'entraîneur Frédéric Antonetti est limogé. À la trêve hivernale, le joueur décide de quitter le Nord.

#### Aux Girondins de Bordeaux
Le 30 janvier 2017, il signe un contrat de quatre ans et demi avec les Girondins de Bordeaux où il retrouve Jocelyn Gourvennec. Moins d'un mois après sa signature, il revient au stade Mauroy et s'impose (2-3). Le milieu termine la saison en trombe, marquant cinq buts en neuf journées.
Le début de saison 2017-2018 de Bordeaux est marqué par une élimination précoce en Ligue Europa contre Videoton. En championnat, Sankharé marque trois buts lors des quatre premières journées, mais les résultats ne seront pas suffisants et l'entraîneur sera débarqué à la trêve. Gustavo Poyet reprend les rênes de l'équipe et maintient Sankharé dans un groupe qui redresse ses résultats pour se classer sixième et accrocher une qualification européenne.
Alors que le club est sur le point d'être vendu par le propriétaire M6, l'entraîneur uruguayen est en conflit avec sa direction, faute d'avoir obtenu les joueurs qu'il souhaitait. Pour montrer son mécontentement et l'insuffisance de son effectif, il fait évoluer des joueurs à des postes qui ne sont pas les leurs. Ainsi, Sankharé se retrouve à jouer avant-centre contre Ventspils en Ligue Europa. Peu après, l'entraîneur est démis de ses fonctions et le club fait appel au tandem Eric Bedouet-Ricardo.
Il est mis à pied par les Girondins de Bordeaux le 5 septembre 2019 puis libéré de son contrat le 19 novembre.

#### Départ à l'étranger
Le 22 juin 2020, il signe avec le CSKA Sofia pour une durée non spécifiée.
Le 31 janvier 2021, après six mois en Bulgarie, il rejoint le Panathinaïkós. Une semaine plus tard, il marque pour son premier match sous ses nouvelles couleurs, et donne la victoire à son équipe. La semaine suivante, il marque à nouveau et donne un passe décisive, infligeant sa première défaite de la saison à l'Olympiakos (victoire 2-1).
En août 2021, après un passage au Panathinaïkós, Sankharé rejoint Giresunspor, dans le championnat turc. Son passage en Turquie sera de courte durée puisque son contrat a été résilié le 15 février 2022 après de nombreux problèmes avec le club.

### Carrière internationale
Appelé en équipe de France des moins de 19 ans, avec son coéquipier en club David N'Gog, il remporte la Sendaï Cup en 2007. Dans cette compétition, il marque un but contre le Brésil.
Le 19 novembre 2008, lors de sa première sélection avec l'Équipe de France Espoirs face au Danemark, il inscrit le seul but de la rencontre quelques minutes après son entrée en jeu.
Suivi par la sélection mauritanienne, Younousse Sankharé opte pour les Lions de la Téranga, la sélection sénégalaise, où il est appelé par Aliou Cissé le 1er octobre 2015, afin d'affronter l'Algérie en amical le 13 octobre.
En novembre 2015, lors du deuxième tour retour des éliminatoires du Mondial 2018, il entre en jeu en fin de rencontre contre Madagascar.
Le 28 mai 2016, de la tête, il inscrit son premier but en sélection lors d'une victoire 2-0 contre le Rwanda.

## Statistiques

### En club
| Saison                | Club                   | Championnat           | Championnat | Championnat | Coupe nationale | Coupe nationale | Coupe de la Ligue | Coupe de la Ligue | Compétition(s) continentale(s) | Compétition(s) continentale(s) | Compétition(s) continentale(s) | Total | Total |
| Saison                | Club                   | Division              | M.          | B.          | M.              | B.              | M.                | B.                | Comp.                          | M.                             | B.                             | M.    | B.    |
| 2007-2008             | Paris Saint-Germain    | Ligue 1               | 9           | 0           | 3               | 0               | 1                 | 0                 | -                              | -                              | -                              | 13    | 0     |
| 2008-2009             | Paris Saint-Germain    | Ligue 1               | 2           | 0           | -               | -               | 2                 | 0                 | C3                             | 4                              | 0                              | 8     | 0     |
| 2009-2010             | Paris Saint-Germain    | Ligue 1               | 22          | 1           | 2               | 0               | 2                 | 0                 | -                              | -                              | -                              | 26    | 1     |
| Sous-total            | Sous-total             | Sous-total            | 33          | 1           | 5               | 0               | 5                 | 0                 | -                              | 4                              | 0                              | 47    | 1     |
| 2008-2009             | Stade de Reims (prêt)  | Ligue 2               | 17          | 0           | -               | -               | -                 | -                 | -                              | -                              | -                              | 17    | 0     |
| 2010-2011             | Dijon FCO (prêt)       | Ligue 2               | 27          | 6           | -               | -               | -                 | -                 | -                              | -                              | -                              | 27    | 6     |
| 2011-2012             | Dijon FCO              | Ligue 1               | 33          | 4           | 2               | 0               | 3                 | 1                 | -                              | -                              | -                              | 38    | 5     |
| 2012-2013             | Dijon FCO              | Ligue 2               | 7           | 0           | -               | -               | -                 | -                 | -                              | -                              | -                              | 7     | 0     |
| Sous-total            | Sous-total             | Sous-total            | 67          | 10          | 2               | 0               | 3                 | 1                 | -                              | -                              | -                              | 72    | 11    |
| 2012-2013             | Valenciennes FC (prêt) | Ligue 1               | 13          | 0           | -               | -               | -                 | -                 | -                              | -                              | -                              | 13    | 0     |
| 2013-2014             | EA Guingamp            | Ligue 1               | 36          | 3           | 3               | 0               | 1                 | 0                 | -                              | -                              | -                              | 40    | 3     |
| 2014-2015             | EA Guingamp            | Ligue 1               | 29          | 0           | 5               | 0               | 1                 | 0                 | C3                             | 6                              | 0                              | 41    | 0     |
| 2015-2016             | EA Guingamp            | Ligue 1               | 33          | 6           | 1               | 0               | 2                 | 0                 | -                              | -                              | -                              | 36    | 6     |
| Sous-total            | Sous-total             | Sous-total            | 98          | 9           | 9               | 0               | 4                 | 0                 | -                              | 6                              | 0                              | 117   | 9     |
| 2016-2017             | LOSC Lille             | Ligue 1               | 21          | 2           | -               | -               | 1                 | 0                 | C3                             | 1                              | 0                              | 23    | 2     |
| 2016-2017             | Girondins de Bordeaux  | Ligue 1               | 16          | 4           | 2               | 1               | -                 | -                 | -                              | -                              | -                              | 18    | 5     |
| 2017-2018             | Girondins de Bordeaux  | Ligue 1               | 29          | 7           | 1               | 1               | 1                 | 0                 | C3                             | 2                              | 2                              | 33    | 10    |
| 2018-2019             | Girondins de Bordeaux  | Ligue 1               | 22          | 1           | -               | -               | 1                 | 1                 | C3                             | 10                             | 2                              | 33    | 4     |
| 2019-2020             | Girondins de Bordeaux  | Ligue 1               | -           | -           | -               | -               | -                 | -                 | -                              | -                              | -                              | 0     | 0     |
| Sous-total            | Sous-total             | Sous-total            | 67          | 12          | 3               | 2               | 2                 | 1                 | -                              | 12                             | 4                              | 84    | 19    |
| 2020-2021             | CSKA Sofia             | Prva Liga             | 12          | 3           | 1               | 0               | -                 | -                 | C3                             | 10                             | 0                              | 23    | 3     |
| 2020-2021             | Panathinaïkós          | Super League          | 10          | 3           | 1               | 0               | -                 | -                 | -                              | -                              | -                              | 11    | 3     |
| 2021-2022             | Giresunspor            | Süper Lig             | 8           | 0           | 1               | 0               | -                 | -                 | -                              | -                              | -                              | 9     | 0     |
| 2024-2025             | FC 93 Bobigny          | National 2            | 2           | 0           | 3               | 0               | -                 | -                 | -                              | -                              | -                              | 5     | 0     |
| Total sur la carrière | Total sur la carrière  | Total sur la carrière | 348         | 40          | 25              | 2               | 15                | 2                 | -                              | 33                             | 4                              | 421   | 48    |

### En sélection nationale
| Saison                | Sélection             | Phases finales        | Phases finales | Phases finales | Phases finales | Éliminatoires | Éliminatoires | Éliminatoires | Matchs amicaux | Matchs amicaux | Matchs amicaux | Total | Total | Total |
| Saison                | Sélection             | Compétition           | M              | B              | Pd             | M             | B             | Pd            | M              | B              | Pd             | M     | B     | Pd    |
| --------------------- | --------------------- | --------------------- | -------------- | -------------- | -------------- | ------------- | ------------- | ------------- | -------------- | -------------- | -------------- | ----- | ----- | ----- |
| 2015-2016             | Sénégal               | -                     | -              | -              | -              | 4             | 0             | 0             | 2              | 1              | 0              | 6     | 1     | 0     |
| 2017-2018             | Sénégal               | -                     | -              | -              | -              | 1             | 0             | 0             | -              | -              | -              | 1     | 0     | 0     |
| Total sur la carrière | Total sur la carrière | Total sur la carrière | -              | -              | -              | 5             | 0             | 0             | 2              | 1              | 0              | 7     | 1     | 0     |

## Palmarès

### En club
| Paris Saint-Germain - Championnat de France -18 ans nationaux (1) : - Champion : 2005-06. |  | En Avant de Guingamp - Coupe de France (1) : - Vainqueur : 2013-14. |

### En sélection
France -19 ans
- Sendaï Cup (1) :
  - Vainqueur : 2007.